# 康樂及文化事務署
康樂及文化事務署（簡稱：康文署，縮寫：LCSD），是香港特別行政區政府文化體育及旅遊局轄下的部門，專責統籌香港的康樂體育及文化藝術有關的活動和服務。截至2022年3月31日，康文署人手編制為10,431個職位，是職員人數最多的政府部門之一，實際員額約為9,600名公務員。署長由首長級甲級政務官擔任，職級為首長級薪級第6點（D6）。

## 歷史

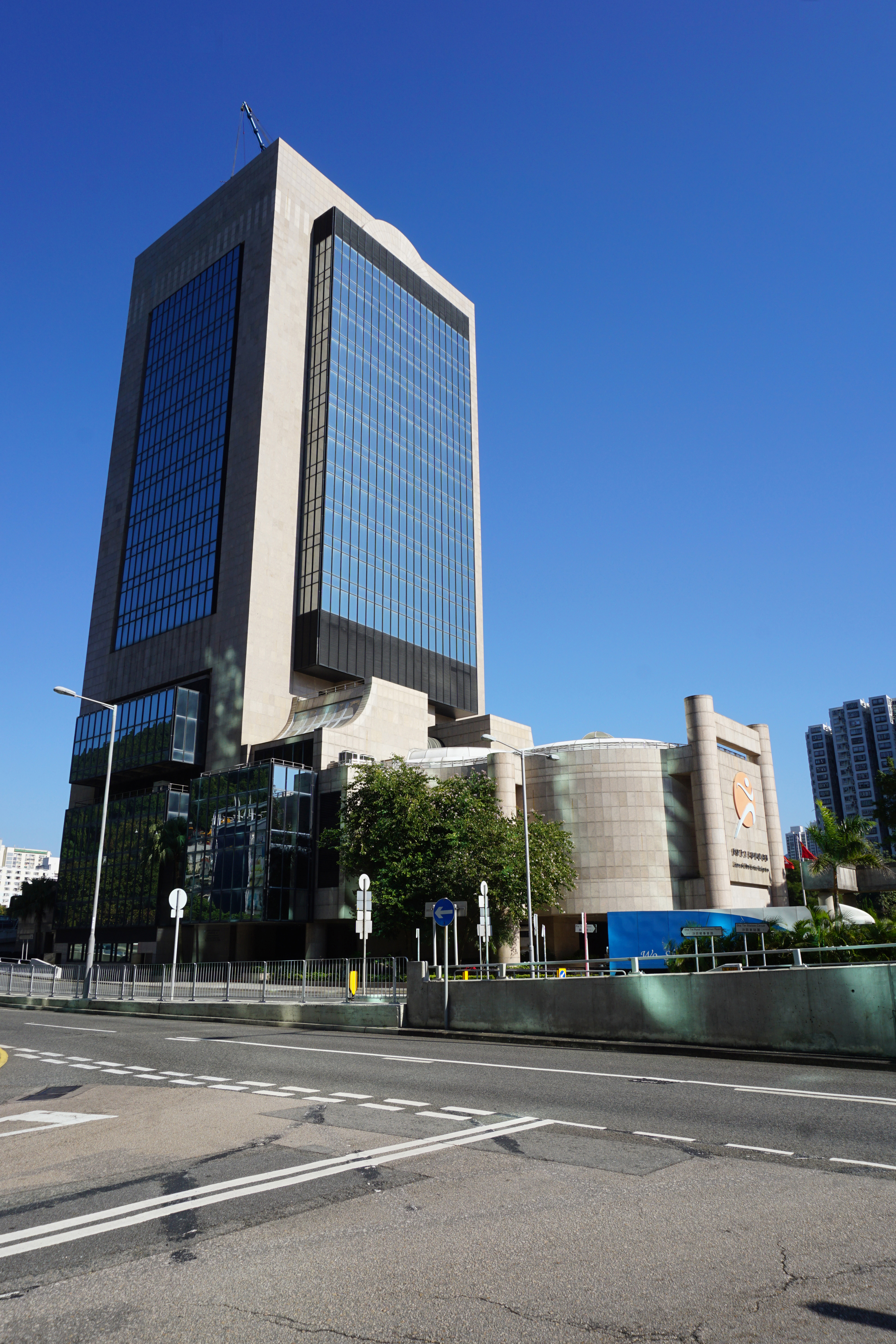
康樂及文化事務署總部

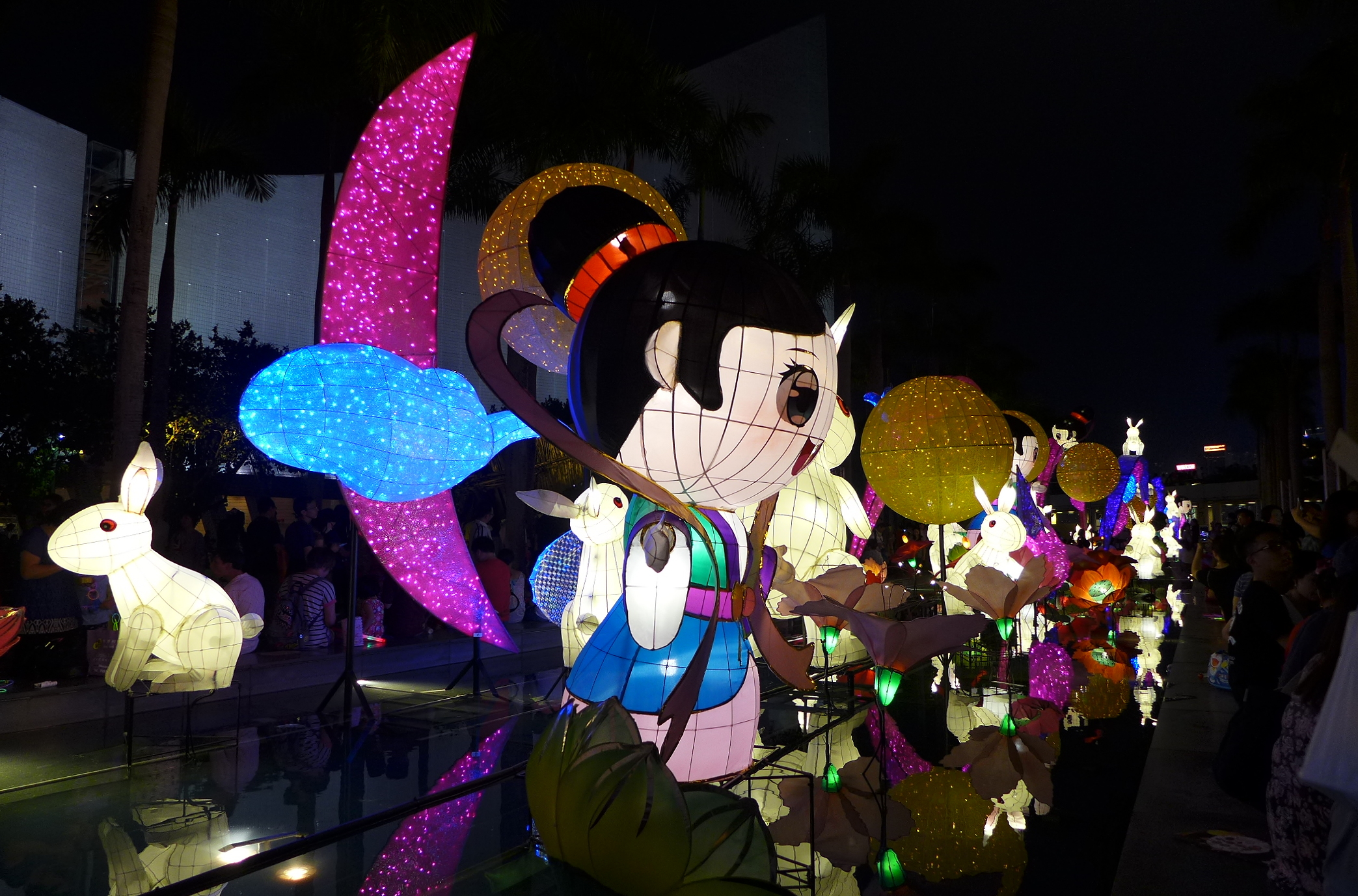
康文署每年會舉辦中秋綵燈會

1985年4月1日以前，布政司署設有市政事務署、康樂文化署以及康樂體育事務處。其中康樂文化署是由布政司署民政科康樂文化組升級而成。1985年4月1日起，上述三個部門重組為市政總署以及區域市政總署，繼續作為市政局的執行部門，而布政司署則成立文康市政科管轄兩個市政總署。
1999年12月2日香港立法會通過時任行政長官董建華提出的《提供巿政服務（重組）條例草案》，廢除兩個民選的香港市政局、區域市政局，當時兩個市政局有自主財政實權及土地使用權，董建華用推行「市政服務改革」為由而將兩個市政局一併解散；市政總署及區域市政總署則解散並重組為食物環境衞生署和康樂及文化事務署，並接管原由民政事務局、兩市政總署、康體發展局和影視處部分工作。
康文署成立初期，以「凝聚新動力，文康展新姿」作為形象標語。原本是民政事務局轄下的政府部門，直到2022年決策局重組後，由文化體育及旅遊局接管。

## 職責
康樂及文化事務署管理香港所有公共康樂體育及文化藝術有關的設施，包括博物館、公園、圖書館、泳灘、游泳池、體育館、運動場、健身室、大會堂及文娛中心及法定古蹟（2019年法定古蹟改為發展局管理）等。此外，康樂及文化事務署亦會舉辦很多收費免費的康樂及文化活動供市民參與，康樂方面有一年一度的香港花卉展覽、普及健體運動、先進運動會、體育培訓計劃、社區體育興趣班等；文化活動方面有香港最大型的中秋、元宵綵燈會、新年倒數嘉年華以及各主題藝術節等。

### 音樂事務處
音樂事務處 （页面存档备份，存于）（前身為「音樂事務統籌處」，簡稱「音統處」，成立於1977年10月，隸屬教育司署以及教育署。宗旨是通過器樂訓練、樂團訓練和各類音樂活動，提高市民大眾，尤其是青少年對音樂的認識和欣賞能力，從而拓展新一代的音樂會觀眾。），於2000年1月1日起改為隸屬康文署。

## 歷任首長
- 梁世華（2000年1月1日–2003年2月25日；2002年12月3日開始退休前休假）
- 王倩儀（2003年2月26日–2006年8月30日）
- 周達明（2006年8月31日–2009年8月16日）
- 馮程淑儀（2009年8月31日–2014年7月14日）
- 李美嫦（2014年7月17日–2019年9月9日）
- 劉明光（2019年10月4日–2024年12月3日）
- 陳詠雯（2024年12月4日–）

## 總部
康樂及文化事務署總部位於新界東沙田排頭街1-3號，即前區域市政局及區域市政總署總部舊址。

## 車輛

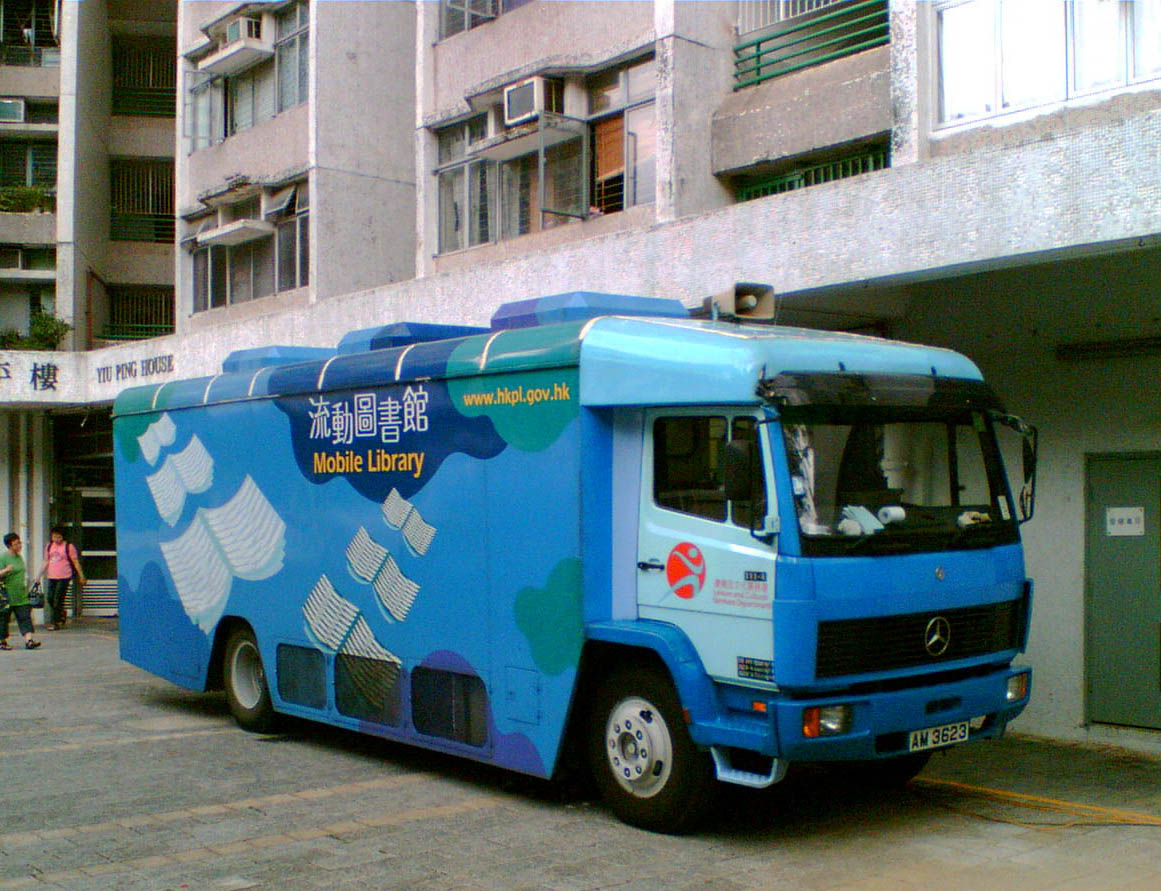
流動圖書館
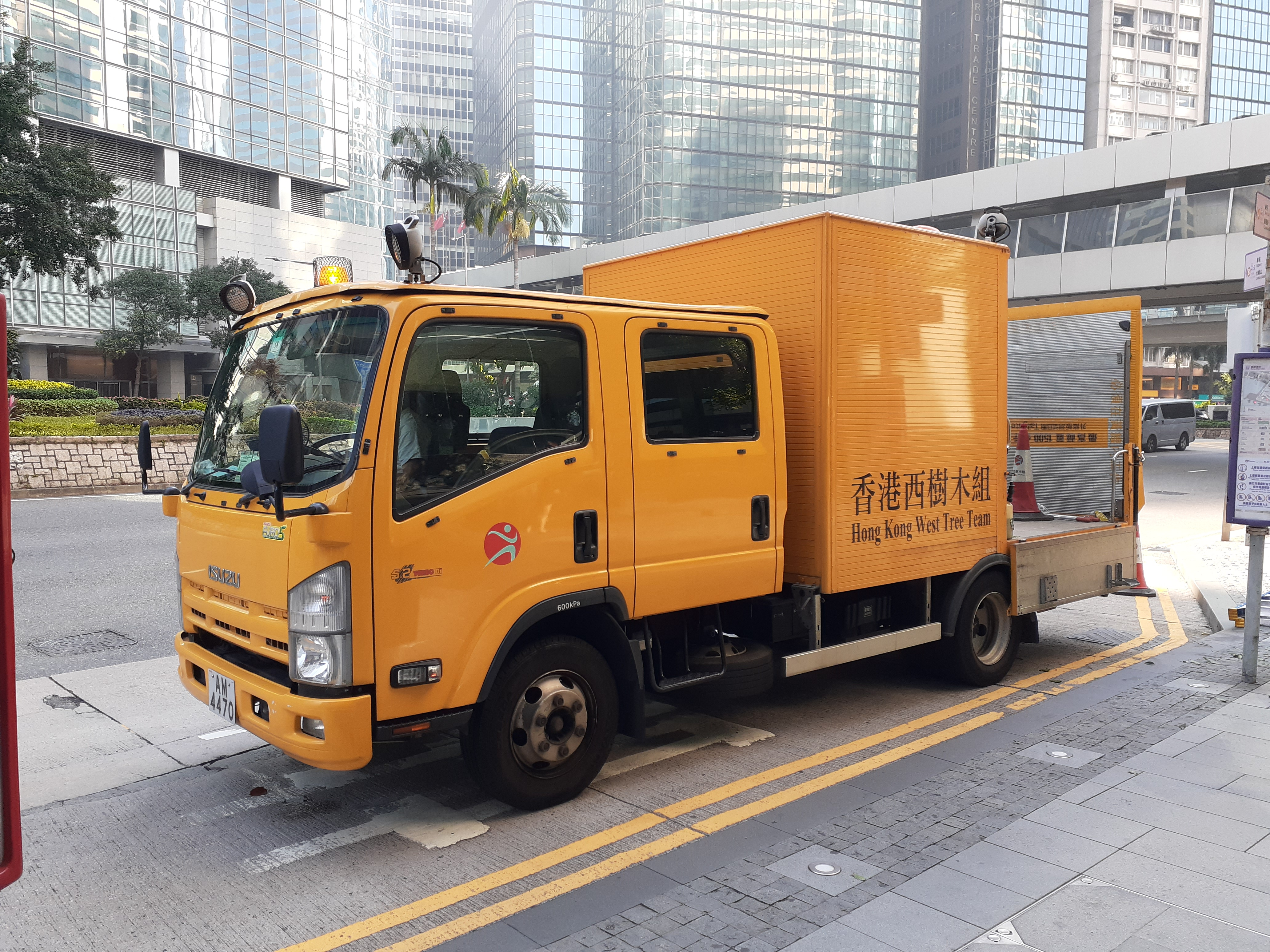
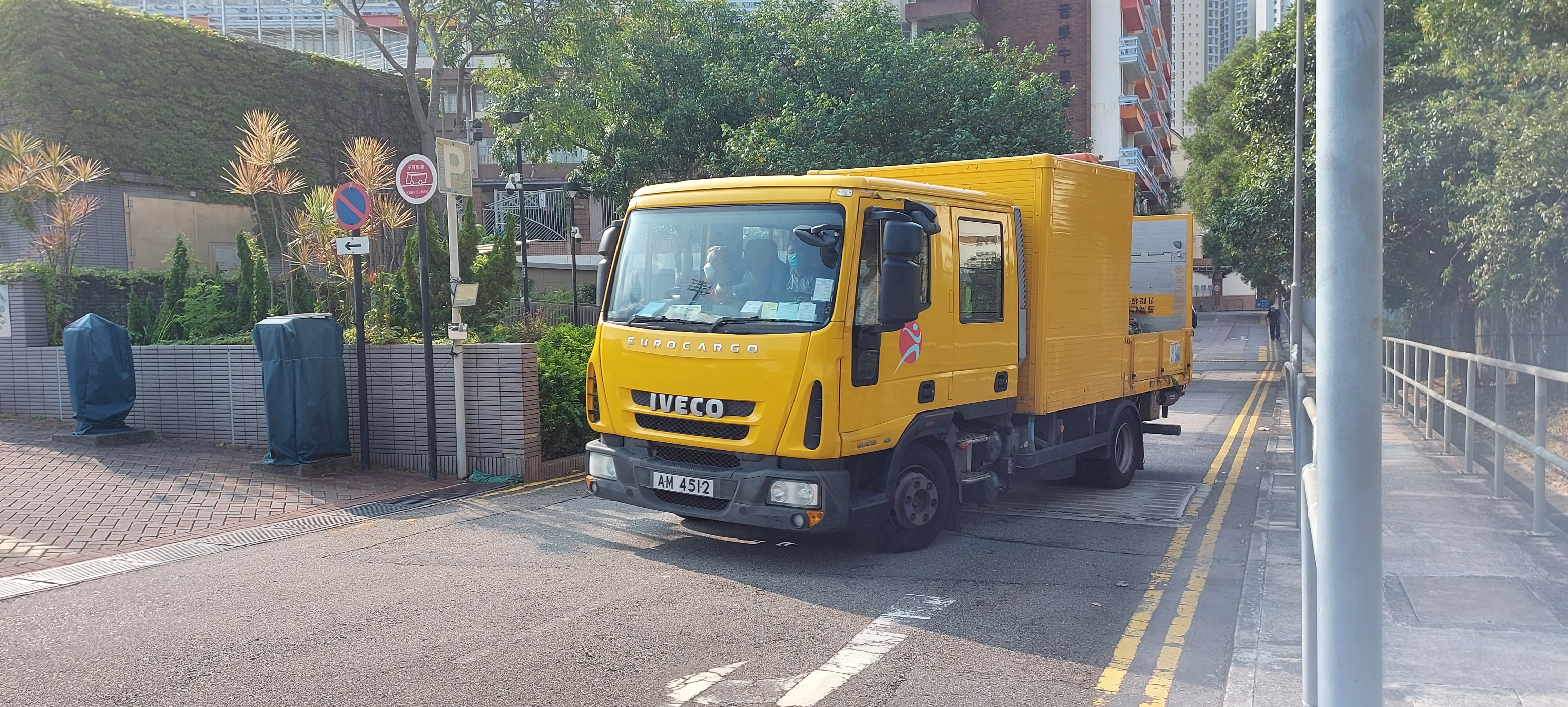
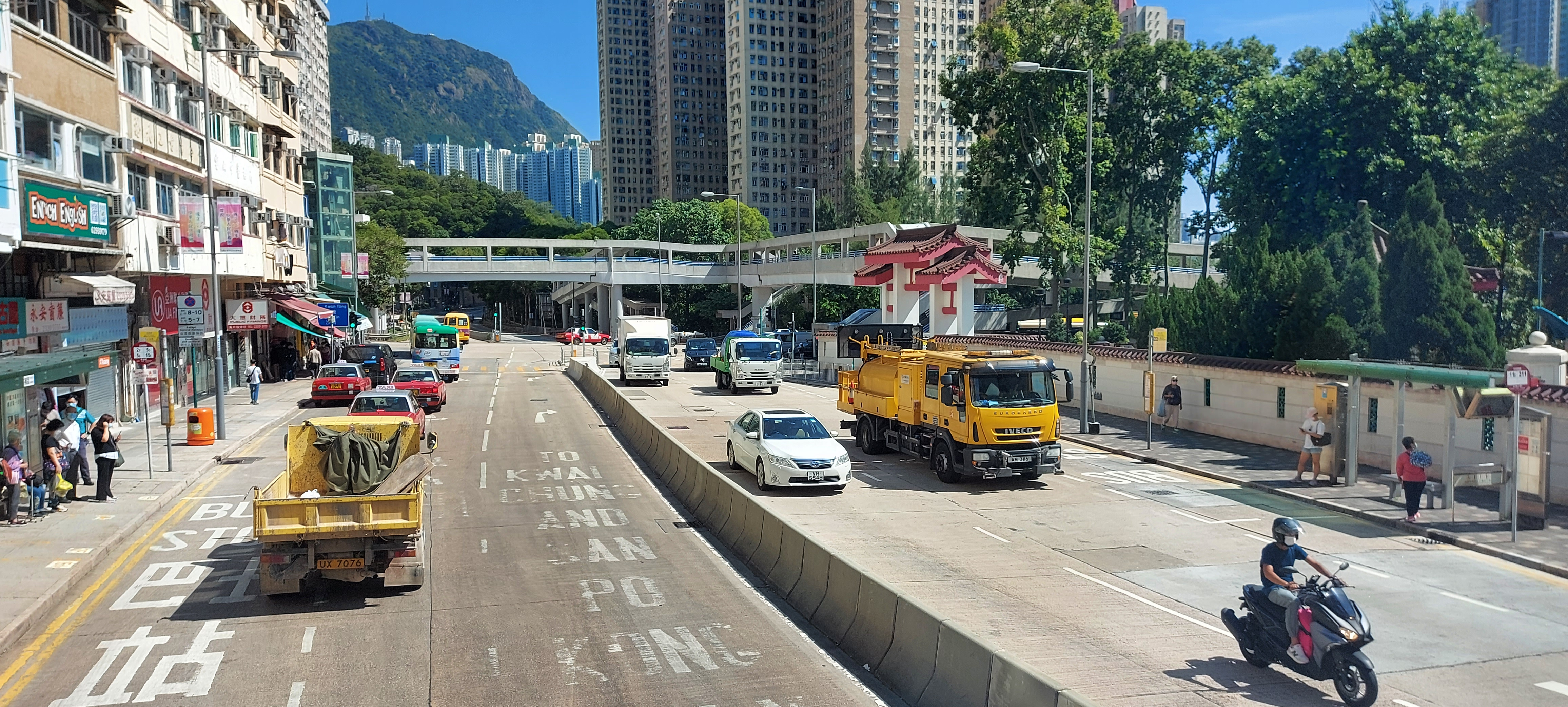
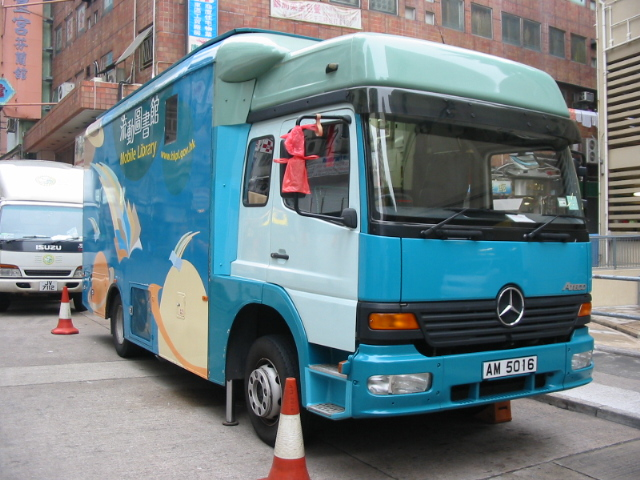
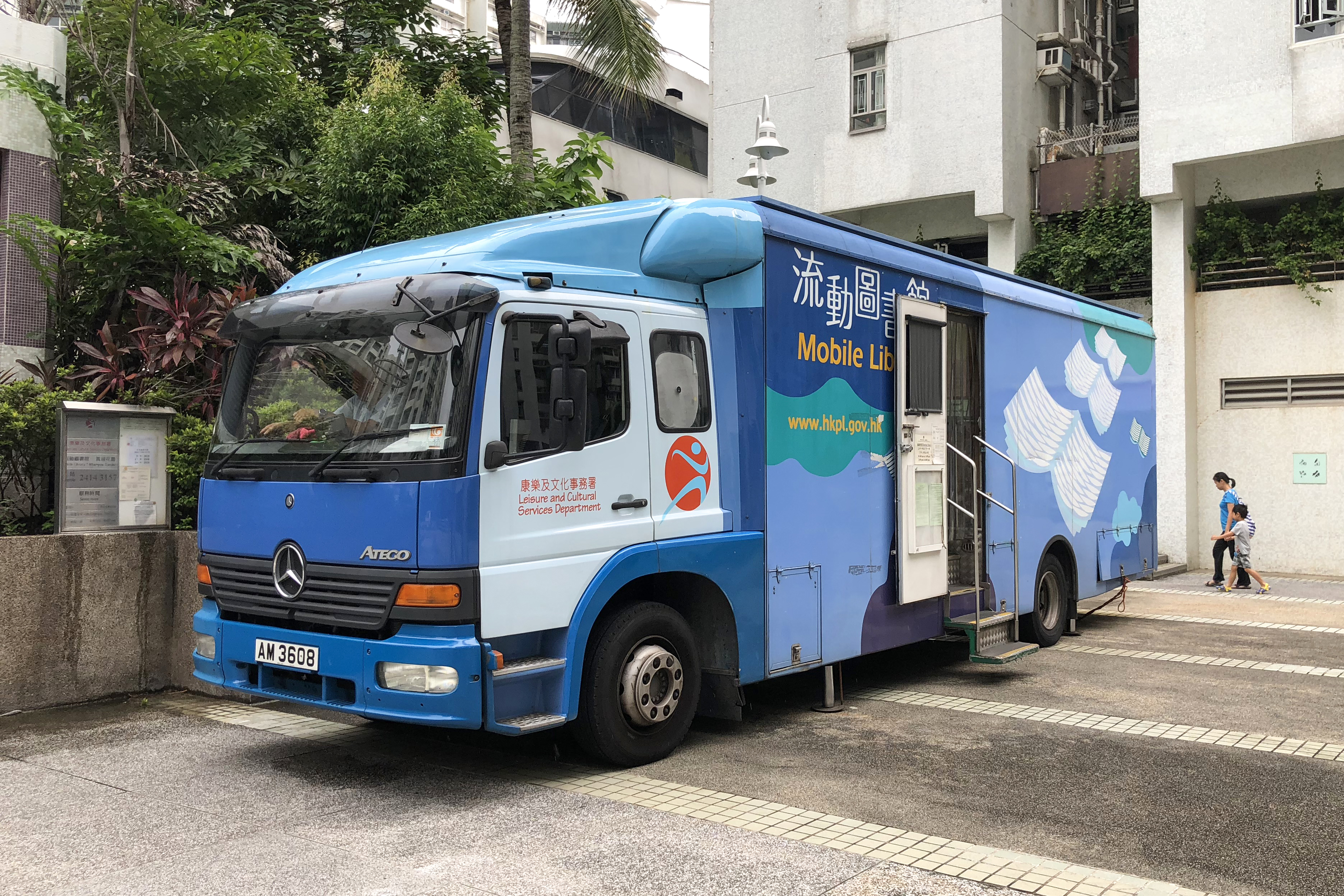
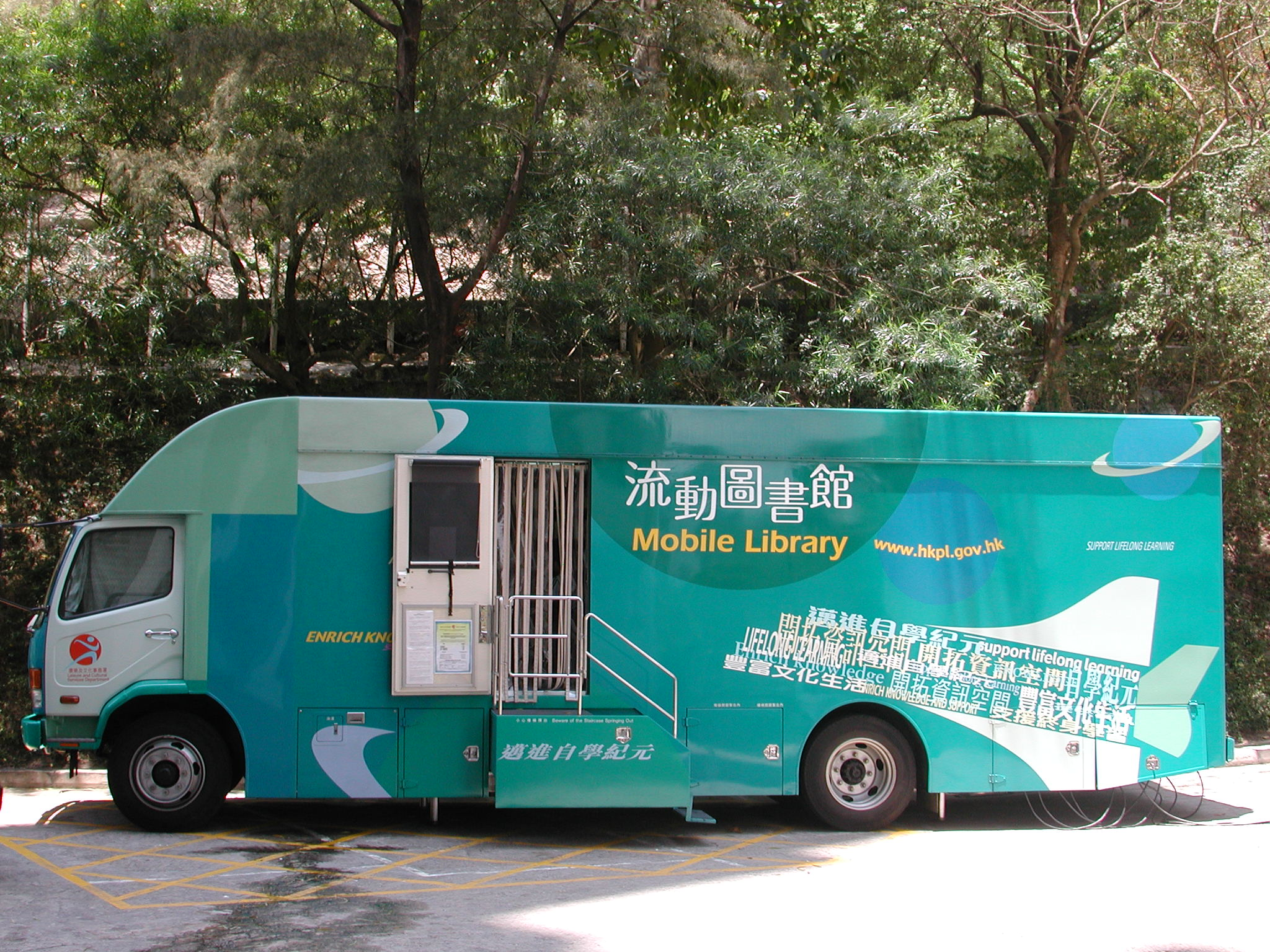
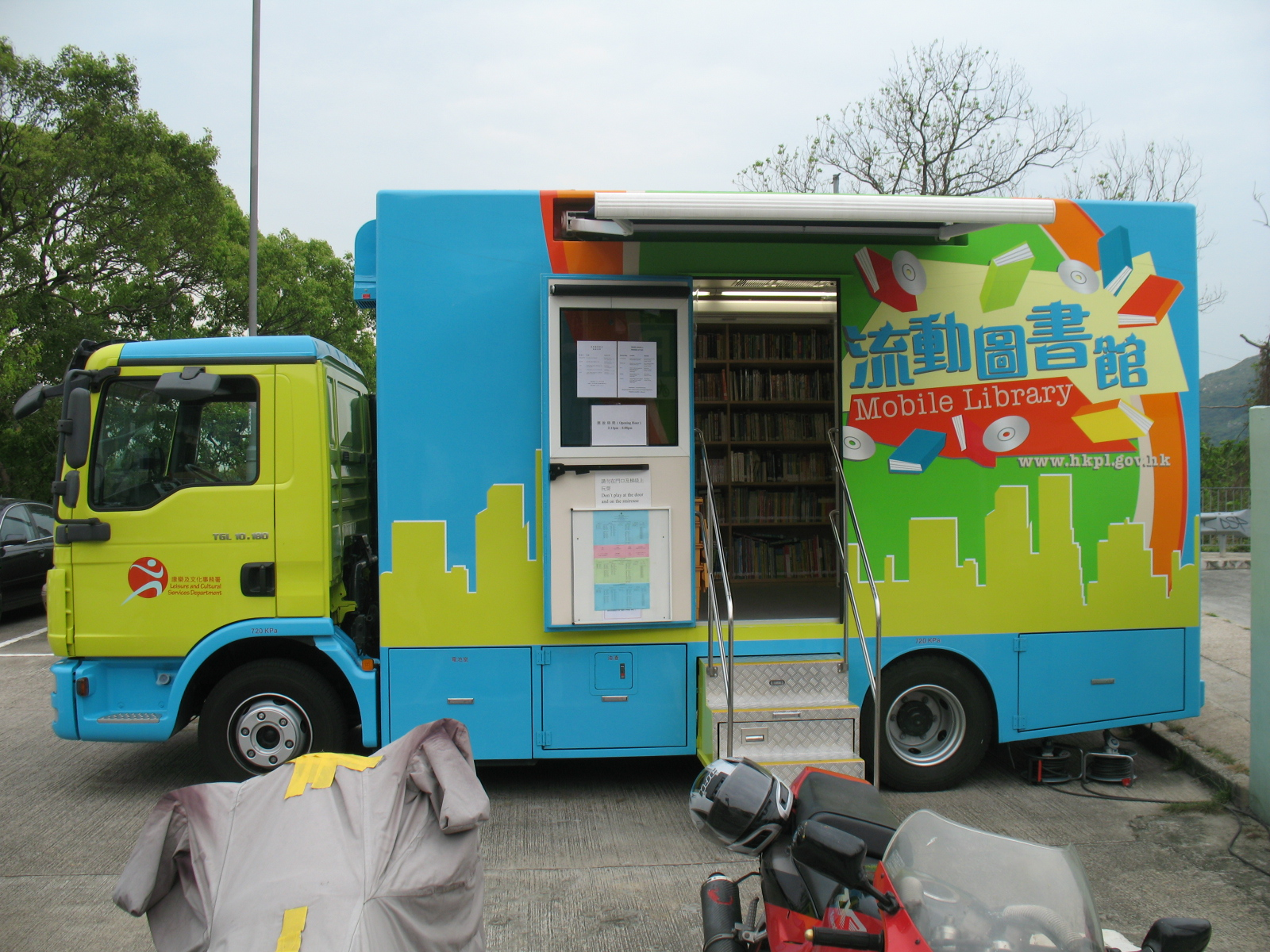

## 轶事
- 2011年5月，有人假冒康乐及文化事务署署長，宣傳「港版三中三」六合彩，其後時任署長馮程淑儀接受傳媒查詢時，表示看完該短片後覺得很無辜及啼笑皆非，強調六合彩不是康文署負責，呼籲內地市民不要相信。[8]
- 2014年无线电视警匪剧《飞虎II》第一集的「高等法院」在康乐及文化事务署总部取景。
- 2022年1月調派人員於葵涌邨執行第599J章 《預防及控制疾病（對若干人士強制檢測）規例》 的相關行動 （页面存档备份，存于）。

## 批評

### 場所規則過時過嚴 殭硬管理文化
康文署所訂立的規則被指過時及過嚴，管理文化殭硬，一切以禁止為先並有嚴格的規管，依據的法例不單過時，而且令使用人士有犯法的機會。如在公共圖書館內外範圍禁止拍攝、未獲得圖書館長准許，不可在圖書館聆聽區或觀看區內聽多於一張唱片或一首樂曲，或重複聆聽任何唱片或樂曲。在《遊樂場地規例》中，被律師指部份法律是將英國法例「搬字過紙」、在任何遊樂場地內各處步行、奔跑、站立、坐下或躺臥，衣著方面欠恰當，亦是違反規例。有市民認為香港休憩空間缺乏自由。

#### 多個場所拍照被保安阻止
2002年，有记者在维多利亚公园替遊人拍照遭康乐及文化事务署票控，罚款250元。在2008年，有记者在香港文化中心拍照被場地管理員阻止。2013年，有市民在康文署轄下運動場拍團體照期間，被保安員阻止。
2016年1月，有人在建築設計獲得海外殊榮的屏山天水圍公共圖書館天台花園拍攝街外風景亦被阻止。而館內亦太多禁止攝影的告示及保安員監管過於嚴密，引起市民爭議，認為圖書館無需禁止拍攝。唯康文署以「保障私隱及防止滋擾」為由拒絕開放公眾拍攝權。

#### 公園放帳篷被保安阻止
近年有市民在康文署公園和泳灘使用「即開帳篷」，放置個人物品及「遮陰」，不過被保安阻止。

#### 玩燈籠蠟燭時被保安阻止
2015年中秋，大批市民湧往維園賞月，有在讀者在草地玩燈籠蠟燭時被保安阻止，聲稱康文署規定不能點多於4支蠟燭，並要求他們立即吹熄蠟燭，保安才肯離去。康文署發言人稱，沒有規定市民燃點蠟燭數量的上限。
2017年中秋，獨立記者蘇美智朋友的家長帶孩子拿着燃起燭光的燈籠到公園賞月，卻被管理員要求熄滅燭光，否則不可進入公園。

#### 公園禁止球類活動及要求聲浪降低
2016年，康文署轄下的中山紀念公園及鰂魚涌公園加設奇怪規矩，包括「禁止球類活動」、「保持環境清靜，請降低聲浪」、「為免造成滋擾，請把聲浪降低，多謝合作」，令遊人大感無奈，而且不合理。康文署表示為確保公眾人士在康樂場地內安全及有秩序地進行的活動，不會對其他場地使用者造成危害、滋擾和妨礙，會因應實際環境、公眾人士的使用情況等因素，在場地設置告示板或張貼告示，提醒市民。

#### 樂團在天橋底練習被保安阻止
2016年6月，本港步操樂團「珀珈斯樂團」獲邀參加步操樂隊界的奧斯卡-國際鼓號聯盟 (DCI)，不過在無場地操練下，到荃灣西附近籃球場及天橋底練習被康文署人員驅趕，職員堅持「籃球場只可打籃球 足球場只可踢足球」。樂團聯絡康文署，唯署方未有回應。

#### 海濱長廊跳繩遭管理員阻止
2017年3月，有遊人在馬鞍山海濱長廊靠近樹蔭的位置跳繩，但遭管理員以不甚禮貌的態度阻止，批評海濱長廊的活動愈來愈單一。康文署回覆時表示「康樂場地主要供市民作休憩及康樂用途，只要有關活動不會對其他場地使用者造成滋擾或影響，包括跳繩是歡迎。但市民在場地內進行的活動對其他使用者造成滋擾或影響，職員或外判承辦商的護衛員會作出勸喻。」

#### 街坊坐藝術裝置被保安趕走
2023年夏天，旅遊事務署主辦「藝遊未盡．荃灣」，西樓角花園設置了藝術品「七彩棱瓏」。雖然美國藝術家Craig及英國藝術家Karl強調該藝術品是“希望大家親歷其境和容許大家接觸”，而主辦方及康文署均表示歡迎大家隨便使用，但有市民坐於藝術裝置後，有保安立即上前「大喝」並驅趕，並指出坐爛需要賠錢。網民批評目前香港的保安穿起制服就自以為是和擁有大權。

### 救生員待遇問題
近年，由於政府不斷將部門工作外判，並多次計劃將救生服務判出，加上現時救生員編制存有嚴重問題，現時編制上只得1600多人，因而惹起救生員反感，工作壓力大增，引發多次救生員工潮罷工事件。其中2004年8月6日有近八成康文署救生員罷工，
2005年8月1日參與罷工救生員約千人，工會稱約有六成救生員參與。
2005年8月1日其中一次罷工後，康文署引用《公務員事務條例》，指救生員不得以勞資糾紛為藉口擅離工作崗位。工會認為此舉有打壓員工參與工業行動之嫌及質疑署方做法已違反香港特別行政區基本法及國際勞工公約。

### 刪除台灣大學「國立」字樣事件
2016年3月，康文署斥資主辦、劇團「糊塗戲班」製作的舞台劇《惡童日記第三部曲之第三謊言》，場刊內個人簡歷中，藝術行政主任兼執行監製羅淑燕畢業於「國立臺北藝術大學」的「國立」字眼，被康文署職員口頭要求刪改，改為以英文 “Taipei National University of Arts”也不獲批准，惹起軒然大波，並損害台港關係。
由國立臺北大學、國立政治大學、淡江大學、世新大學等15間台灣大學的香港校友會，所組成的臺灣各大學香港校友會總會發表聲明譴責康文署，指事件涉及本港數萬名在臺畢業校友尊嚴權益，對康文署以「莫須有」之意識形態，強迫刪改校名，批評做法是「荒謬又可怕的政治審查」，予以嚴厲譴責。
中大的學生談到本案，澄清所謂的一中指的是中華民國，康文署對相關的爭議至今仍避不回應，由於香港人對中國內地的不滿情緒高漲，事件引起不少香港市民的關注，其中香港各大討論區則用內地演員「張國立」、香港大學校務委員會主席「李國章」的名字來仿效康文署職員的做法，藉此諷刺康文署「親中」、「奶共」。

### 香港站－中環站通道登「故宮全接觸」廣告

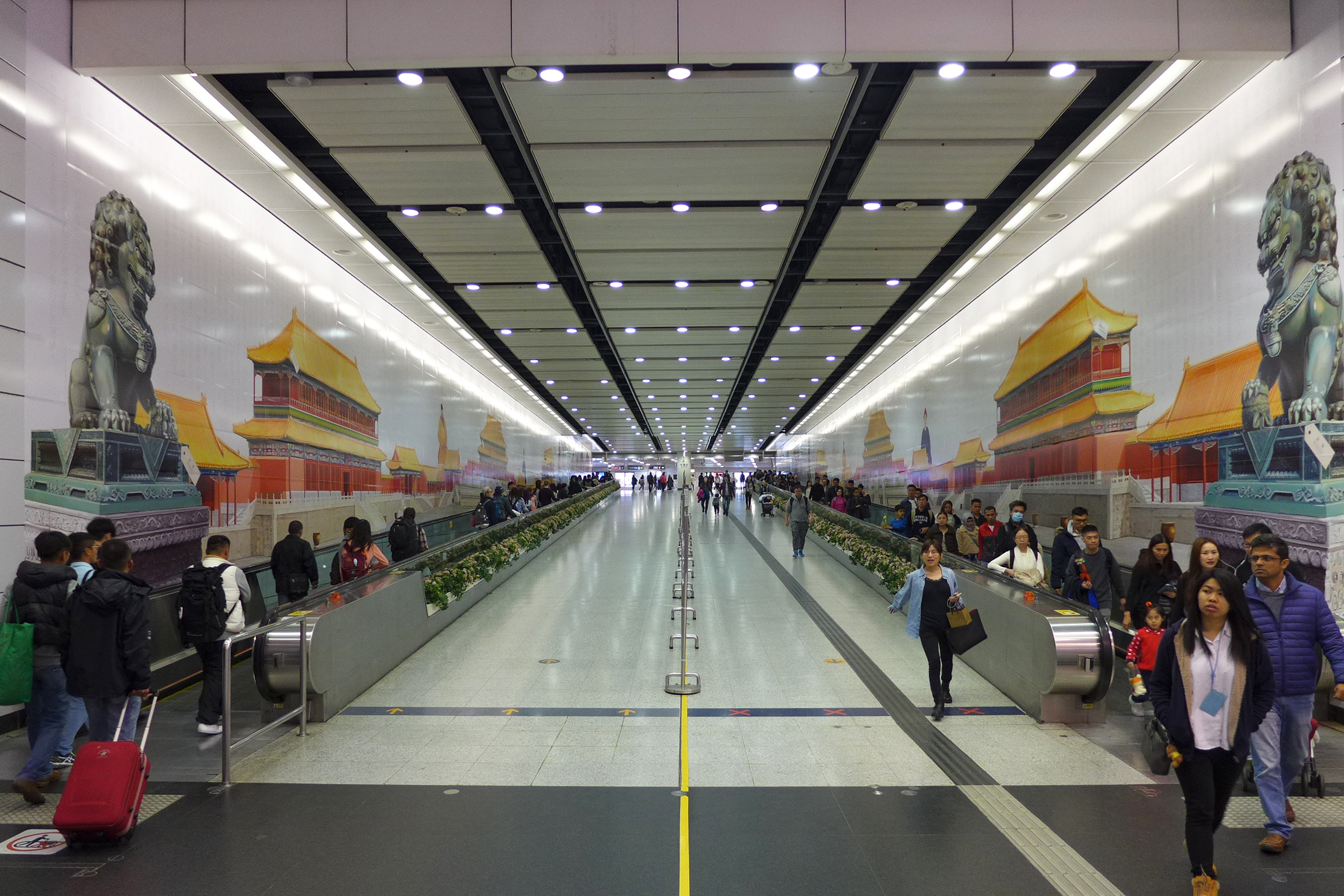
2017年1月，康文署耗資158萬元在港鐵香港站及中環站的行人通道的牆身貼上了介紹「故宮全接觸」廣告，遭公眾狠批

2017年1月，康文署耗資158萬元在港鐵香港站及中環站的行人通道的牆身貼上了介紹「故宮全接觸」廣告，宣傳極具爭議性的「西九故宮博物館」計劃，引起網民批評政府浪費公帑。其後成為市民拍照和作行為藝術表達不滿的「景點」，包括在行人輸送帶上貼上至少10張坦克車貼紙。支聯會於1月10日發起「八九民運全接觸」活動，在該處舉行六四悼念。

### 刪除「中華民國紀年」事件
2017年5月，康文署轄下部門音樂事務處舉行40周年展覽，但被發現引用《華僑日報》及《工商日報》剪報時，刪走「報眉」上的「中華民國六十六年」字眼。被多名歷史學者及立法會議員斥責。康文署事後解釋，更改是為板面設計，承認裁走「中華民國六十六年」做法，未充分尊重歷史文獻的真實性和完整性，就事件表示歉意。

### 修樹殺30隻雛鳥事件
2017年6月6日，康文署因接獲相關政府部門轉介市民投訴，其後大埔樹木組樹隊亂修剪大埔運頭角「鷺鳥林」，造成11隻雛鳥死，10隻受重傷，已送往嘉道理農場治理。同日晚上，康文署就事件向公眾致歉。香港自然生態論壇及生態教育及資源中心等團體對事件感到極之詫異及震驚。有團體在網上發起聯署，強烈譴責及要求康文署交代殺鳥事件，到6月7日下午已有2400人簽名支持。而最後事件造成30隻鷺鳥死傷，康文署亦沒有按照原定日期提交報告。最後報告同年12月初公布，指修樹人員修樹方法不當、表現不達標及監督不足，並未能運用常識避免不幸事件發生。報告亦指會對有關修樹人員採取紀律行動，但沒有交代行動內容，律政司建議不提出檢控。

### 擅改香港文學創作獎作品
2018年6月，由康文署管理的公共圖書館所舉辦的香港文學創作獎得獎者李嘉儀，翻閱2016年獲獎文集的時候發現自己的得獎散文作品《雪落》被修改，不包括標點符號在內至少有八個改動。及後多名得獎者一同表示他們的作品亦被修改，例如把「八、九年前，2012是遙遠的未來」改為「八、九年前，2012是遙遠的過去」等，使意思與原文不符。而圖書館館長則向各得獎者致歉及承認編輯工作不理想，但未有解釋為何出現是次風波，康文署則表示考慮重印該文集。

### 驅趕公園無家者和棄掉物品
2019年12月，警方和康文署在未有事先通知無家者下，在通州街公園進行清場，並將他們的物品，包括床褥、衣物等家當棄置到垃圾站。其後9人向小額錢債審裁處索償，金額介乎2000至13,290元。到2022年3月28日，法院裁定康文署敗訴，須向每名申索者象徵式賠償100元，雙方須各自承擔訟費。而事件中14人在歷時1年9月個月的索賠的過程，有2人已離世、3人失聯。協助無家者的社協幹事吳衞東指雖然100元賠償具象徵意義，但同時認為做法並不合理，批評政府對無家者政策並不友善。

### 不放寬16歲以下青少年晚上使用桌球室限制
2022年12月，代表體育、演藝、文化及出版界的立法會議員霍啟剛，在立法會質詢政府會否放寬現時「限制16歲以下青少年於晚上8時至早上10時進入桌球室」的規定，令桌球運動不被「妖魔化」，不過康文署表示為保障「心智未成熟」的16歲以下青少年和避免「影響學業導致不良影響」，不會放寬限制。桌球手傅家俊認為政府想法與目前世界的價值觀不符下，會對推動桌球運動造成負面影響。

### 拒供或贊助場地
2024年1月，香港戲劇協會於社交平台表示接獲康文署口頭知會，未能為今年第32屆香港舞台劇頒獎禮提供或贊助場地。

## 外部連結
- 香港特別行政區政府康樂及文化事務署（页面存档备份，存于）